# Compiere
Compiere (termine e pronuncia italiana) è un'applicazione libera di enterprise resource planning e customer relationship management pensata per le piccole-medie imprese.

## Caratteristiche
Viene sviluppata in Java dalla Compiere, Inc., una società di San Francisco, California, il cui CEO è Jorg Janke.
Sono disponibili a pagamento documentazione e contratti di supporto.
Compiere gestisce diverse aree e determinati processi:
- aree:
  - contabilità
  - magazzino
  - distribuzione
  - gestione clienti
  - gestione produzione
- processi:
  - dall'ordine del cliente al suo saldo (incasso)
  - dall'ordine al fornitore al suo saldo (pagamento)
  - gestione clienti
  - gestione fornitori
  - gestione della catena di distribuzione
  - analisi delle performance